# 薇薇安·派瑞
薇薇安·派瑞（娘家姓：Mills，1956年6月4日—）是一位英国科普作家和主持人，是BBC系列节目明日的世界的主持人之一，主要作品有曾获英国皇家学会科学图书奖提名的《都是荷尔蒙惹的祸》（The Truth About Hormones: What's Going on when We're Tetchy, Spotty, Fearful, Tearful or Just Plain Awful）等。